# Big, Bigger, Biggest
Big, Bigger, Biggest (Brasil: Gigantes da Engenharia ) foi um série em formato de documentário exibido pelo National Geographic Channel de 2008 a 2011. Após o encerramento, em 2011, a série completa foi relançada em DVD. 
A série explora os avanços tecnológicos que tornaram possível o desenvolvimento das estruturas da atualidade. Ao longo de cada episódio, a obra em questão é apresentada e, com ela, outras criações precedentes da mesma área. Todas as obras documentadas são/foram recordistas mundiais (em tamanho, peso, altura ou velocidade). As obras são estudadas através de uma maquete virtual gerada por efeitos de computação gráfica. 

## Episódios
Foram exibidos 20 episódios ao longo de 3 temporadas; cada um com cerca de 45 minutos de duração.

### 1ª Temporada
| # | Título                | Título original    | Exibição original     |
| --- | --------------------- | ------------------ | --------------------- |
| 1 | "O Arranha-Céu"       | "Skyscraper"       | 1 de abril de 2008    |
| A evolução dos arranha-céus até a construção do Burj Dubai (hoje Burj Khalifa), de 828 metros de altura.                                                 |                       |                    |                       |
| 2 | "Porta-Aviões"        | "Aircraft Carrier" | 15 de abril de 2008   |
| Um dos maiores navios de guerra da atualidade, o USS Nimitz (CVN-68) é uma base militar em alto-mar.                                                     |                       |                    |                       |
| 3 | "Ponte Akashi Kaikyo" | "Brigde"           | 4 de outubro de 2008  |
| A evolução das pontes suspensas tornaram possível a construção da Akashi Kaikyō, de 3 km de comprimento e um impressionante vão de 1 km.                 |                       |                    |                       |
| 4 | "Aeroporto"           | "Airport"          | 28 de outubro de 2008 |
| O Aeroporto de Londres-Heathrow é o mais movimento do mundo. Este episódio explora a construção do Terminal 5, que recebe até 30 milhões de passageiros. |                       |                    |                       |

### 2ª Temporada
| # | Título                   | Título original | Exibição original     |
| --- | ------------------------ | --------------- | --------------------- |
| 1 | "Túneis"                 | "Tunnel"        | 28 de julho de 2009   |
| O maior túnel do mundo é o Túnel de São Gotardo, que percorre 75 km nos Alpes suíços.                                                |                          |                 |                       |
| 2 | "Submarino"              | "Submarine"     | 4 de agosto de 2009   |
| O maior submarino da Marinha dos Estados Unidos, o USS Pennsylvania (SSBN-735), possui 171 metros de extensão.                       |                          |                 |                       |
| 3 | "Aviões"                 | "Aircraft"      | 11 de agosto de 2009  |
| O projeto e construção do Antonov An-124 deve-se aos aviões recordistas que o antecederam.                                           |                          |                 |                       |
| 4 | "Plataforma de Petróleo" | "Oil Rig"       | 19 de agosto de 2009  |
| A Plataforma de Perdido, no Golfo do México, quebrou várias barreiras ao ser erguida sobre uma área de 2.000 metros de profundidade. |                          |                 |                       |
| 5 | "Roda Gigante"           | "Ferris Wheel"  | 29 de agosto de 2009  |
| A maior roda-gigante do mundo, a Singapore Flyer é símbolo do progresso de Singapura.                                                |                          |                 |                       |
| 6 | "Estação Espacial"       | "Space Station" | 8 de setembro de 2009 |
| Este episódio revela os atributos tecnológicos empregados na construção da Estação Espacial Internacional.                           |                          |                 |                       |